# Llibre blanc de la Transició Nacional de Catalunya
El Llibre blanc de la Transició Nacional de Catalunya és un llibre blanc presentat el 29 de setembre de 2014 per la Generalitat de Catalunya que analitza els diferents aspectes a tenir en compte en el procés de transició de Catalunya vers un estat independent. El document recull el conjunt dels informes fets pel Consell Assessor per a la Transició Nacional i una síntesi d'aquests realitzada per la secretaria del Consell.

## Consell Assessor per a la Transició Nacional
El Consell Assessor per a la Transició Nacional (CATN) neix del compromís expressat pel president de la Generalitat, durant el debat d'investidura del desembre del 2012, de dur a terme una consulta al poble de Catalunya sobre el futur polític i nacional del país per garantir el seu desenvolupament econòmic, social i cultural i la supervivència, enfortiment i millora del seu estat de benestar.
Les seves funcions són: 
Analitzar i identificar totes les alternatives jurídiques disponibles sobre el procés de transició nacional.
Assessorar el Govern sobre la identificació de les estructures estratègiques per al funcionament futur del Govern i de les institucions catalanes, i optimitzar-ne els recursos disponibles.
Proposar actuacions i impulsar la difusió del procés de transició nacional entre la comunitat internacional i identificar-ne suports.
Assessorar el Govern per desplegar les relacions institucionals a Catalunya per tal de garantir el conjunt del procés. P

### Carles Viver Pi-Sunyer (President del Consell Assessor per a la Transició Nacional)
Nascut a Terrassa, Vallès Occidental (1949). Llicenciat i doctor en Dret per la Universitat de Barcelona. Va ser membre de la comissió fundadora de la Universitat Pompeu Fabra i primer degà de la seva Facultat de Dret, de la qual actualment és catedràtic de Dret constitucional. Entre els anys 1992 i 2001, fou magistrat del Tribunal Constitucional espanyol, òrgan del qual exercí la vicepresidència entre els anys 1998 i 2001. Des de l'any 2006, és magistrat del Tribunal Constitucional d'Andorra. Director de l'Institut d'Estudis Autonòmics de la Generalitat de Catalunya des del 2004 i membre nat de la Comissió Jurídica Assessora de la Generalitat de Catalunya-

### Persones relacionades
- Germà Bel i Queralt vocal del Consell
- Carles Boix i Serra vocal del Consell
- Salvador Cardús i Ros vocal del Consell
- Àngel Castiñeira Fernández vocal del Consell
- Francina Esteve i Garcia vocal del Consell
- Joan Font i Fabregó vocal del Consell
- Pilar Rahola i Martínez vocal del Consell
- Rafael Grasa i Hernández vocal del Consell
- Ferran Requejo i Coll vocal del Consell
- Josep Maria Reniu i Vilamala vocal del Consell
- Joan Vintró i Castells vocal del Consell
- Víctor Cullell i Comellas secretari del Consell

## Capítols
1. El procés constituent
  1. Legitimació del procés d’autodeterminació
  2. Com s'hi arriba. La consulta sobre el futur polític
  3. Segona etapa de la creació del nou Estat català: de la consulta o les eleccions plebiscitàries fins a la proclamació o la declaració unilateral d’independència
  4. Tercera etapa de la creació del nou Estat català: de la proclamació o declaració unilateral d’independència a l’aprovació de la Constitució
  5. La successió d’ordenaments i administracions
  6. La distribució d’actius i passius amb l’Estat espanyol
  7. Variació quantitativa en els pressupostos de la Generalitat, després de l’assoliment del nou Estat català
2. L’organització de Catalunya com a nou Estat
  1. Economia i finances
  2. Autoritats i estructures administratives del nou Estat
  3. La Seguretat Social catalana
  4. El poder judicial i l’Administració de justícia
  5. Seguretat i defensa
  6. Infraestructures: abastament d’energia i aigua i tecnologies de la informació i la comunicació
3. La relació de Catalunya amb l’Estat espanyol, la Unió Europea i la comunitat internacional
  1. La cooperació entre Catalunya i l’Estat espanyol
  2. Les relacions comercials entre Catalunya i Espanya
  3. Cooperació entre els territoris de llengua catalana
  4. Les vies d’integració de Catalunya a la Unió Europea
  5. Alternatives a la no-permanència o la no-integració ràpida
  6. La integració a la comunitat internacional